# Sergiu Celibidache
Sergiu Celibidache ['ser.ʤju ʧe.li.bi'da.ke] (Roman, Romania, 28 de juny de 1912 - París, 14 d'agost de 1996) va ser un director d'orquestra i pedagog romanès que va desenvolupar la seva carrera principalment a Alemanya.

## Biografia

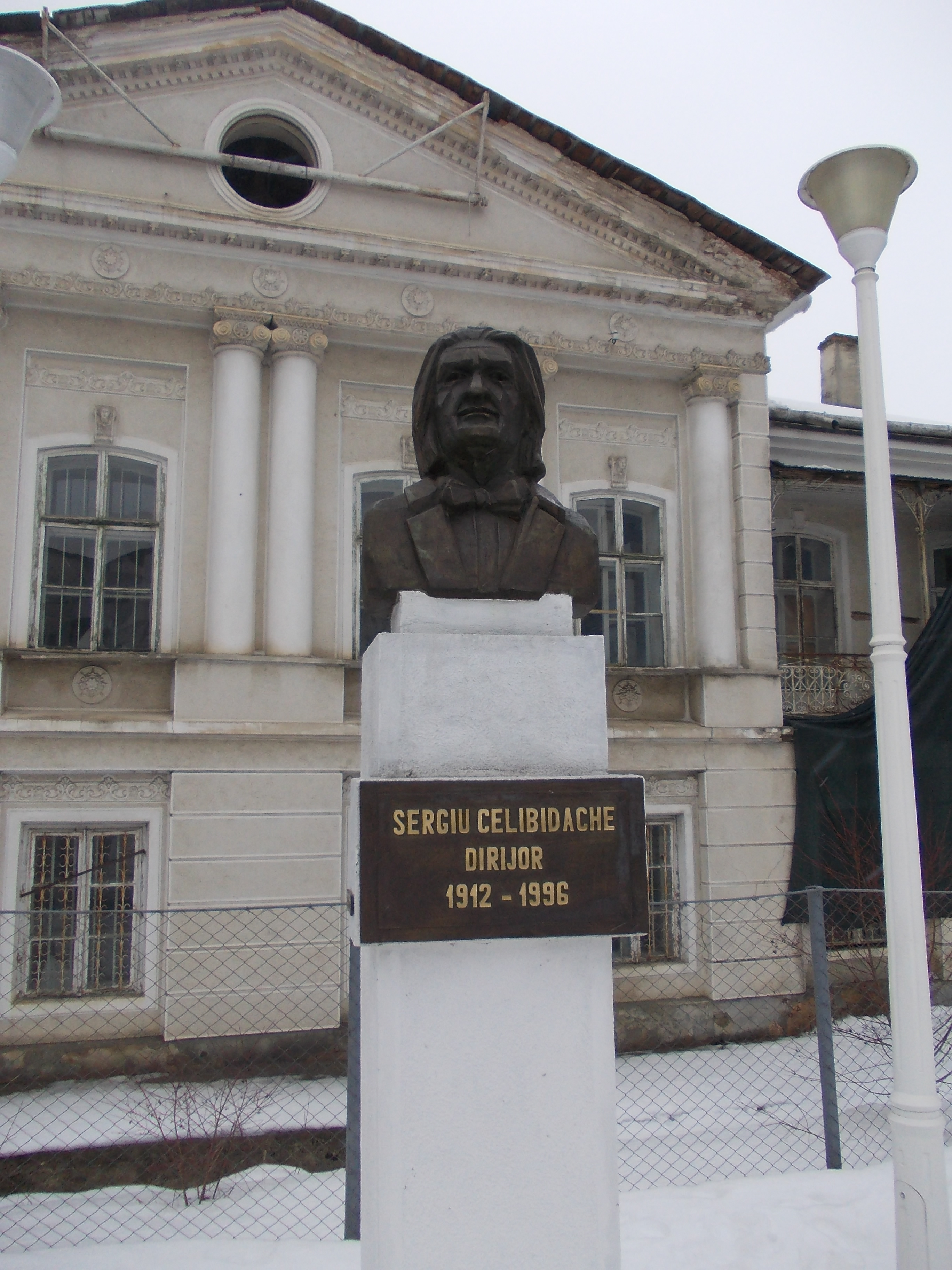
Estàtua de Sergiu Celibidache en el seu poble natal, Roman

Va néixer a Roman, Romania, i va estudiar música, filosofia i matemàtiques a Bucarest (Romania) i després a París. Una de les persones que més el van influir va ser Martin Steinke, un coneixedor del budisme zen, que va afectar profundament el punt de vista de Celibidache per la resta de la seva vida.
Va estudiar a Berlín i, entre 1945 i 1952, va ser director principal de l'Orquestra Filharmònica de Berlín. Posteriorment va treballar amb orquestres de la ràdio d'Estocolm, Stuttgart i París, va donar cursos de direcció al Mozarteum de Salzburg, on entre d'altres alumnes tingué al espanyol Pedro Pírfano Zambrano. Des de 1979 fins a la seva mort va ser Director Musical de l'Orquestra Filharmònica de Múnic. Va ensenyar regularment a la Universitat de Magúncia (Alemanya) i el 1984 va ensenyar en l'Institut Curtis de Filadèlfia, (Pennsilvània). La docència va tenir un especial èmfasi durant tota la seva vida i els seus cursos sovint eren amb entrada lliure per a tots els oients.
Des de 1950 es va negar a enregistrar les seves interpretacions, al·legant que cap enregistrament no és capaç de captar tots els matisos sonors que es perceben en directe en una sala de concerts. No obstant això, després de la seva mort, la seva família va decidir publicar alguns dels seus enregistraments. Sergiu Celibidache va morir a París el 1996.

## Estil de direcció
Especialista a interpretar composicions del romanticisme, Celibidache va adquirir gran notorietat entre els melòmans pel seu peculiar i inconfusible estil, més proper a la llibertat interpretativa de Wilhelm Furtwängler, que a la fermesa i fidelitat a la partitura d'Arturo Toscanini, Hermann Scherchen o René Leibowitz.
El seu repertori se centra, principalment, en el romanticisme, amb especial predilecció pels grans simfonistes, com Beethoven, Bruckner o Txaikovski. El seu estil es caracteritza per una gran espontaneïtat, recolzada en extravagants mètodes d'assaig; per una total llibertat en escollir els tempi que, sovint, són molt més lents que les indicacions metronòmiques de la partitura; i, a més, per una enorme subtilesa en els matisos tímbrics, per accentuar el caràcter dramàtic de la música.

## Filosofia
La manera de fer música, segons Celibidache, sovint és descrit en terme del que no s'ha de fer en lloc del que s'ha de fer. Per exemple, s'ha parlat molt del "rebuig" de Celibidache de fer enregistraments, però malgrat això, gairebé totes les seves activitats concertants van ser enregistrades (i moltes van ser comercialitzades públicament en forma pòstuma per segells importants com EMI i Deutsche Grammophon). Tanmateix, va parar poca atenció al procés d'aquests enregistraments, que considerava com a mers subproductes dels seus concerts.
L'interès de Celibidache se centrava a crear, en cada concert, les condicions òptimes per al que ell va anomenar una "experiència transcendental". Creia que l'esmentada experiència era difícilment comparable a l'audició de música enregistrada, raó per la qual l'evitava. Com a resultat, alguns dels seus concerts van donar al públic experiències excepcionals que van canviar fins i tot la vida d'alguns; per exemple, el crític del New York Times John Rockwell va considerar un concert seu al Carnegie Hall l'any 1984 el millor de la seva vida en 25 anys d'oient.
A causa de la seva dedicació als concerts en viu i a l'ensenyament, Celibidache va aconseguir un prestigi mundial com a mestre musical durant la seva vida. Tanmateix, des que va morir, els enregistraments que existeixen són la font més gran d'accés al seu art i a les seves idees. Sovint són considerats com a documents històrics, i són comparats amb altres enregistraments del mateix repertori interpretat per altres directors, en lloc d'aproximar-s'hi com un llegat documental de la seva activitat artística.
Una característica destacable de moltes de les seves interpretacions és, per exemple, un tempo més lent del considerat normal, mentre que, en els passatges ràpids, els seus tempi sovint superen la norma. Tanmateix, des del mateix punt de vista de Celibidache, la crítica del tempo en un enregistrament és irrellevant, ja que no pot fer-se una crítica de l'execució sinó d'una transcripció d'aquella, que no coneix l'ambient del moment; per a ell, aquest és el factor clau en qualsevol presentació musical. Tal com Celibidache va explicar, l'espai acústic en el qual un sent el concert afecta directament la probabilitat que pugui sorgir l'experiència transcendental desitjada. L'espai acústic des del qual hom sent l'enregistrament de les seves interpretacions, d'altra banda, no té impacte sobre la interpretació, de la mateixa manera que és impossible per les característiques acústiques d'aquell espai motivar els músics perquè toquin, per exemple, més lent o ràpid.
Com que les seves versions enregistrades difereixen tant de la majoria d'altres versions, se'ls considera més com a objectes de col·lecció que com a versions generals. La veritat és que aquests enregistraments, sense cap tall ni retoc, i la seva relació amb d'altres tenen un valor històric que avui és valorat, però les contribucions que va realitzar en les sales de concerts romandran per sempre en la memòria dels que van ser allà.
Edicions notables han estat les seves interpretacions a Múnic d'obres de Beethoven, Brahms, Bruckner, Schumann, Bach, Fauré i una sèrie de concerts en viu amb l'Orquestra Simfònica de Londres.

## Controvèrsies
Com va succeir amb molts directors importants, com amb Arturo Toscanini —al qual Celibidache va menysprear dient que era «un idiota que va governar durant seixanta anys»—, Lorin Maazel, Leonard Bernstein —a qui admirava— o Simon Rattle, la carrera de Celibidache no va estar lliure de controvèrsia. Per exemple, sota la seva direcció, la Filharmònica de Múnic va estar involucrada en una llarga batalla legal per acomiadar la trombonista principal, Abbie Conant, que va durar 12 anys, i que va finalitzar amb el triomf de Conant. Conant va al·legar sexisme en un article en internet publicat pel seu espòs, William Osbourne. La controvèrsia es discuteix en el llibre de Malcolm Gladwell Blink.